# Il mondo perduto - I cortometraggi di Vittorio De Seta 1954-1959
Il mondo perduto - I cortometraggi di Vittorio De Seta 1954-1959 è una raccolta di brevi 10 documentari realizzati dal regista Vittorio De Seta tra il 1954 e il 1959 e ripubblicati in DVD nel 2008 e risoluzione 4K nel 2019.
La serie è stata restaurata dalla Cineteca di Bologna nel 2008 e nel 2019 e the https://www.film-foundation.org/ e nel https://www.immagineritrovata.it/ nel 2019. La fonte dell'ultimo restauro 4K è il nastro originale da 35 millimetri e i negativi sonori depositati dallo stesso regista nel 1990 presso la fondazione Cineteca di Bologna. Il finanziamento è fornito dalla George Lucas Family Foundation.

## Trama

### Episodi
- Lu tempu di li pisci spata (1954)
- Isole di fuoco (1954)
- Sulfarara (1955)
- Pasqua in Sicilia (1955)
- Contadini del mare (1955)
- Parabola d'oro (1955)
- Pescherecci (1958)
- Pastori di Orgosolo (1958)
- Un giorno in Barbagia (1958)
- I dimenticati (1959)

## Riconoscimenti
- 1955. "Miglior documentario - cortometraggio" al Festival di Cannes con Isola di fuoco[2]
- David di Donatello 1957: "Targa d'argento".[3]

## Distribuzione
Il DVD è stato pubblicato insieme a un libro.
- Roberto Saviano, Goffredo Fofi, Alberto Farassino, Martin Scorsese, Vincenzo Consolo, Gian Luca Farinelli, La fatica delle mani - Scritti su Vittorio De Seta, Real Cinema, Feltrinelli Editore, 2008,  pp. 160,, ISBN 978-88-07-74034-3.